# Cystopelta purpurea
Cystopelta purpurea är en snäckart som beskrevs av Davies 1912. Cystopelta purpurea ingår i släktet Cystopelta och familjen Cystopeltidae. Inga underarter finns listade i Catalogue of Life.